# Achlys californica
Achlys californica är en berberisväxtart som beskrevs av Fukuda och H. Baker. Achlys californica ingår i släktet Achlys och familjen berberisväxter. Inga underarter finns listade i Catalogue of Life.